# Cristóbal Montoro
Cristóbal Ricardo Montoro Romero (Jaén, 28 luglio 1950) è un politico spagnolo.

## Biografia
Nel 1973 si è laureato in Economia presso l'Università Autonoma di Madrid, dove nel 1981 ha ottenuto il dottorato. Nel 1989 diventa professore di finanza pubblica presso l'Universidad de Cantabria.
Nel 1993 diventa deputato per il Partido Popular.
Nelle elezioni del 3 marzo 1996 è stato nuovamente eletto deputato per Madrid il PP e nominato Segretario di Stato dell'economia nel primo Consiglio dei Ministri presieduto da José María Aznar il 7 maggio 1996.
Come Segretario di Stato per gli affari economici, Montoro è stato un forte sostenitore per l'incorporazione della Spagna al primo gruppo di paesi che partecipano alla moneta unica, così come il processo di liberalizzazione e di privatizzazione varato dal governo di José María Aznar.
Durante la celebrazione del Congresso Nazionale XIII del Partito Popolare a Madrid nel gennaio 1999, è stato eletto membro del Comitato Esecutivo Nazionale, come parte della lista con la quale José María Aznar è stato rieletto presidente del partito.
Nelle elezioni generali del 12 marzo 2000 è stato eletto deputato del Partito Popolare e il 27 aprile dello stesso anno Aznar ha annunciato la sua nomina a ministro delle finanze.
Dopo le elezioni del 2004 , vinte dal PSOE, cessa le sue funzioni di ministro ed è eletto eurodeputato nelle elezioni di quell'anno.
Nel 2008 ritorna a Madrid , ricoprendo la carica di portavoce della Commissione dell'Economia e delle Finanze fino alla sua nomina a Ministro il 22 dicembre 2011.
Nella consueta cerimonia al Palazzo della Zarzuela ha preso possesso del giuramento come ministro delle Finanze e della Pubblica Amministrazione del governo della Spagna .
Il 3 novembre del 2016, il presidente Mariano Rajoy ha annunciato che avrebbe mantenuto il Ministero delle Finanze.

## Incarichi
Deputato per Madrid nel Congresso dei deputati (1993-1996).
Segretario di Stato per gli affari economici (1996-2000).
Jaén deputato al Congresso dei deputati (2000-2004).
Ministro delle Finanze (2000-2004).
MEP (2004-2008).
Deputato per Madrid nel Congresso dei deputati (2008-2011).
Coordinatore dell'Economia PP (2008-2012).
Siviglia deputato al Congresso dei deputati (dal 2011).
Ministro delle Finanze e della Pubblica Amministrazione (2011-2016).
Ministro delle Finanze e della Funzione Pubblica (dal 2016 al 2018).